# Modena, Reggio és Ferrara hercegeinek listája
Az alábbi lista a középkori és újkori olasz hercegségek, Modena, Reggio és Ferrara hercegeinek névsorát tartalmazza.

## Estei őrgrófok (951–1205)
| Uralkodó                            | Uralkodott                         | Megjegyzés           |
| ----------------------------------- | ---------------------------------- | -------------------- |
| I. Adalbert                         | őrgróf: 951, †975                  |                      |
| I. Otbert (*915)                    | őrgróf: 951, †975. október 15.     |                      |
| II. Adalbert                        | őrgróf: 975, †?                    | I. Otbert fia.       |
| II. Otbert (*947)                   | őrgróf: ?, †1014                   | I. Otbert fia.       |
| I. Albert Azzo (*970)               | őrgróf: 1014, †1029                | II. Otbert fia.      |
| II. Albert Azzo (*1009. július 10.) | őrgróf: 1029, †1097. augusztus 20. | I. Albert Azzo fia.  |
| I. Fulk                             | őrgróf: 1097, †1128. december 15.  | II. Albert Azzo fia. |
| I. Obizzo (*1110 k.)                | őrgróf: 1128, †1193. december 25.  | I. Fulk fia.         |
| IV. Azzo                            | őrgróf: 1128, †1145                | I. Fulk fia.         |
| I. Bonifác                          | őrgróf: 1128, †1163 szeptembere    | I. Fulk fia.         |
| II. Fulk                            | őrgróf: 1128, †1172 előtt          | I. Fulk fia.         |
| IV. Albert                          | őrgróf: 1128, †1184 áprilisa       | I. Fulk fia.         |
| V. Azzo (*1125 k.)                  | őrgróf: 1137, †1193                | I. Obizzo fia.       |
| II. Bonifác                         | őrgróf: 1163–1184, ld. alább       | I. Obizzo fia.       |
| Interregnum (1193 – 1205)           |                                    |                      |

## Ferrarai signorék (1205–1452)
| Uralkodó                                  | Uralkodott                         | Megjegyzés                    |
| ----------------------------------------- | ---------------------------------- | ----------------------------- |
| VI. Azzo (*1170)                          | signore: 1205, †1212 novembere     | V. Azzo fia.                  |
| II. Bonifác (2x)                          | signore: 1205–1212, ld. alább      |                               |
| I. Aldobrandino (*1190)                   | signore: 1212, †1215. október 10.  | VI. Azzo fia.                 |
| VII. Azzo (*1205)                         | signore: 1215–1222, ld. alább      | VI. Azzo fia.                 |
| II. Bonifác (3x)                          | signore: 1215, †1222               |                               |
| Interregnum (1222 – 1240)                 |                                    |                               |
| VII. Azzo (2x)                            | signore: 1240, †1264. február 16.  |                               |
| II. Obizzo (*1247)                        | signore: 1264, †1293. február 13.  | VII. Azzo unokája.            |
| VIII. Azzo (*1263)                        | signore: 1293, †1308. január 31.   | II. Obizzo fia.               |
| Fresco (*1280)                            | signore: 1308–1309, †1312          | VIII. Azzo törvénytelen fia.  |
| II. Aldobrandino                          | signore: 1308, †1326. július 26.   | II. Obizzo fia.               |
| I. Miklós                                 | signore: 1326, †1344. május 1.     | II. Aldobrandino fia.         |
| III. Obizzo (*1294. július 14.)           | signore: 1326, †1352. március 20.  | II. Aldobrandino fia.         |
| III. Aldobrandino (*1335. szeptember 14.) | signore: 1352, †1361. november 3.  | III. Obizzo fia.              |
| II. Miklós (*1338. május 17.)             | signore: 1361, †1388. március 26.  | III. Obizzo fia.              |
| Albert (*1347. február 27.)               | signore: 1388, †1393. július 30.   | III. Obizzo fia.              |
| III. Miklós (*1383. november 9.)          | signore: 1393, †1441. december 26. | Albert fia.                   |
| Leonello (*1407. szeptember 21.)          | signore: 1441, †1450. október 1.   | III. Miklós törvénytelen fia. |

## Modena, Ferrara és Reggio hercegei (1452–1859)
| Portré                                                                | Uralkodó                                                       | Uralkodott  | Megjegyzés |
| --------------------------------------------------------------------- | -------------------------------------------------------------- | ----------- | --- |
| Modena, Ferrara és Reggio Este-házból származó hercegei (1450 – 1597) |                                                                |             | |
|                                                                       | Borso * 1413. augusztus 24. † 1471. augusztus 20.              | 1450 – 1471 | Leonello testvére. Modena, Ferrara és Reggio ura 1450-től, 1452-ben III. Frigyes német-római császártól megkapja a Modena és Reggio hercegi címet, 1471-ben II. Pál pápa Ferrara hercegí címmel ruházza fel, de négy hónappal a ferrarai hercegi cím megszerzése után meghalt. |
|                                                                       | I. Herkules * 1431. október 26. † 1505. június 15.             | 1471 – 1505 | Borso testvére. Főleg házasságok révén próbálta politikai hatalmát megszilárdítani, a művészetek nagy pártolója volt, uralkodása alatt Ferrara Európa legszebb városává fejlődött. |
|                                                                       | I. Alfonz * 1476. június 21. † 1534. október 31.               | 1505 – 1534 | I. Herkules fia. A francia érdekeket képviselte Itáliában, ezért szembekerült II. Gyula pápával és 1510-ben elveszíti Modenát, majd 1512-ben Reggiót, de 1527-ben sikerül visszaszereznie Modenát, 1523-ban pedig Reggiót. |
|                                                                       | II. Herkules * 1508. április 5. † 1559. október 3.             | 1534 – 1559 | I. Alfonz és Lucrezia Borgia fia. Felesége Valois Renáta, Chatres hercegnője, volt, aki felkarolta a lutheránus vallást Ferrarában és az akkor eretnekeknek számító gondolkodók találkozóhelyévé tette a hercegi udvart. Emiatt férje egy időre be is börtönözte, de mindhiába. |
|                                                                       | II. Alfonz * 1533. november 2. † 1597. október 27.             | 1559 – 1597 | II. Herkules és Valois Renáta, XII. Lajos francia király lányának fia. Megpróbálta megszerezni a lengyel trónt és a török ellen is keresztes hadjáratot szervezett, de elbukott. Gyermekei nem születtek feleségeitől, V. Piusz pápa pedig megtiltotta, hogy törvénytelen gyermekei örököljék birtokait. Vele halt ki az Este-család főága.                                                |
| Modena és Reggio Este-házból származó hercegei (1597 – 1796)          |                                                                |             | |
|                                                                       | Cézár * 1562. október 8. † 1628. december 11.                  | 1597 – 1628 | I. Alfonz unokája, Alfonz herceg (1527–1587) fia. 1598-ban elveszíti Ferrarát; II. Alfonz örökös nélkül hunyt el, az Este-család Német-római Birodalom, valamint Spanyolország támogatásával ekkor megpróbálta Cézárt ültetni a ferrarai hercegi székbe, de IV. Henrik francia király támogatásával VIII. Kelemen pápa ellenállás nélkül a Pápai Államhoz csatolta a Ferrarai Hercegséget. |
|                                                                       | III. Alfonz * 1591. október 22. † 1644. május 26.              | 1628 – 1629 | Cézár fia. 1629-ben lemondott a hercegi címről. |
|                                                                       | I. Ferenc * 1610. szeptember 6. † 1658. október 14.            | 1629 – 1658 | III. Alfonz fia. A harmincéves háborúban előbb Franciaországgal, majd Spanyolországgal szövetkezett, abban a reményben, hogy visszaszerezheti Ferrarát, sikertelenül. Egyik Spanyolország elleni hadjáratán, maláriában halt meg. |
|                                                                       | IV. Alfonz * 1634. február 2. † 1662. július 16.               | 1658 – 1662 | I. Ferenc fia. |
|                                                                       | II. Ferenc * 1660. március 6. † 1694. szeptember 6.            | 1662 – 1694 | IV. Alfonz fia. |
|                                                                       | Rinaldo * 1655. április 26. † 1737. október 26.                | 1694 – 1702 | I. Ferenc fia. |
| Francia spanyol megszállás (1702 – 1707)                              |                                                                |             | |
|                                                                       | Rinaldo (2x)                                                   | 1707 – 1737 | Második uralkodása |
|                                                                       | III. Ferenc * 1698. július 2. † 1780. február 22.              | 1737 – 1742 | Rinaldo fia. 1742-ben lemond, Mária Terézia kinevezi Lombardia kormányzójává. |
| Osztrák-szárd-piemonti megszállás (1742 – 1780)                       |                                                                |             | |
|                                                                       | III. Ferenc (2x)                                               | 1748 – 1780 | Második uralkodása. |
|                                                                       | III. Herkules Rinaldo * 1727. november 22. † 1803. október 14. | 1780 – 1796 | III. Ferenc fia. 1796-ban megfosztják trónjától. |
| A hercegség 1796 és 1814 között francia uralom alatt állt.            |                                                                |             | |
| Modena és Reggio Habsburg-Este-házból származó hercegei (1814 – 1860) |                                                                |             | |
|                                                                       | IV. Ferenc * 1779. október 6. † 1846. január 21.               | 1814 – 1846 | Estei Mária Beatrix modenai hercegnő (III. Herkules Rinaldo leánya) és Habsburg–Lotaringiai Ferdinánd Károly Antal főherceg (1754–1806) fia. 1815-ben Mirandola, 1829-ben Massa és Carrara hercegségeit szerzi meg. |
|                                                                       | V. Ferenc * 1819. június 1. † 1875. november 20.               | 1846 – 1859 | IV. Ferenc fia. 1859-ben megfosztják trónjától. |

- 1859–1860 Luigi Carlo Farini a hercegség diktátora, aki 1862 és 1863 között Itália kormányfője volt.

## Fordítás
- Ez a szócikk részben vagy egészben  a   Duke of Ferrara and of Modena című angol Wikipédia-szócikk fordításán alapul.  Az eredeti cikk szerkesztőit annak laptörténete sorolja fel. Ez a jelzés csupán a megfogalmazás eredetét és a szerzői jogokat jelzi, nem szolgál a cikkben szereplő információk forrásmegjelöléseként.